# 马希德普尔
马希德普尔（Mahidpur），是印度中央邦Ujjain县的一个城镇。总人口28080（2001年）。

## 人口
该地2001年总人口28080人，其中男性14464人，女性13616人；0—6岁人口4733人，其中男2414人，女2319人；识字率61.51%，其中男性为70.10%，女性为52.39%。